# Єнс Стаге
Єнс Стаге (дан. Jens Stage, нар. 8 листопада 1996, Орхус) — данський футболіст, півзахисник клубу «Вердер» (Бремен).
Виступав, зокрема, за клуби «Орхус» та «Копенгаген», а також молодіжну збірну Данії.

## Клубна кар'єра
Народився 8 листопада 1996 року в місті Орхус.
У дорослому футболі дебютував 2016 року виступами за команду клубу «Орхус», в якій провів три сезони, взявши участь у 60 матчах чемпіонату. 
До складу клубу «Копенгаген» приєднався 2019 року. Станом на 29 жовтня 2019 року відіграв за команду з Копенгагена 13 матчів в національному чемпіонаті.

## Виступи за збірну
Протягом 2018–2019 років залучався до складу молодіжної збірної Данії. На молодіжному рівні зіграв у 5 офіційних матчах, забив 1 гол.

## Статистика виступів

### Статистика клубних виступів
| Сезон             | Команда           | Чемпіонат         | Чемпіонат | Чемпіонат | Національний кубок | Національний кубок | Національний кубок | Континентальні кубки | Континентальні кубки | Континентальні кубки | Інші змагання | Інші змагання | Інші змагання | Усього | Усього | Усього |
| Сезон             | Команда           | Ліга              | Ігор      | Голів     | Ліга               | Ігор               | Голів              | Ліга                 | Ігор                 | Голів                | Ліга          | Ігор          | Голів         | Ігор   | Голів  |        |
| ----------------- | ----------------- | ----------------- | --------- | --------- | ------------------ | ------------------ | ------------------ | -------------------- | -------------------- | -------------------- | ------------- | ------------- | ------------- | ------ | ------ | ------ |
| січ.-черв. 2016]] | «Орхус»           | СЛ                | 6         | 0         | КД                 | 0                  | 0                  |                      | -                    | -                    |               | -             | -             | 6      | 0      |        |
| 2016–17           | «Орхус»           | СЛ                | 16+4      | 1+0       | КД                 | 0                  | 0                  |                      | -                    | -                    |               | -             | -             | 16     | 1      |        |
| 2017–18           | «Орхус»           | СЛ                | 27        | 4         | КД                 | 0                  | 0                  |                      | -                    | -                    |               | -             | -             | 27     | 4      |        |
| 2018–19           | «Орхус»           | СЛ                | 11        | 2         | КД                 | 0                  | 0                  |                      | -                    | -                    |               | -             | -             | 11     | 2      |        |
| Усього за кар'єру | Усього за кар'єру | Усього за кар'єру | 64        | 7         |                    | 2                  | 0                  |                      | -                    | -                    |               | -             | -             | 66     | 7      |        |

## Титули і досягнення
- Чемпіон Данії (1):

«Копенгаген»: 2021-22